# 4974 Елфорд
4974 Елфорд (4974 Elford) — астероїд головного поясу. Відкритий Робертом Макнотом 14 червня 1990 року. Названий на честь колишнього президента Міжнародного астрономічного союзу Грехема Елфорда.
Тіссеранів параметр щодо Юпітера — 3,363.